# Antalya Büyükşehir Belediyesi
El Antalya Büyükşehir Belediyesi Spor Kulübü, conocido también como Antalya BB, es un equipo de baloncesto turco que compite en la Türkiye Basketbol Ligi, la máxima división del país. Tiene su sede en Antalya. Disputa sus partidos en el Dilek Sabancı Spor Salonu, con capacidad para 2500 espectadores. El club es patrocinado por Antalya Metropolitan Municipality.

## Historia
El club polideportivo Antalya Büyükşehir Belediyesi Spor Kulübü se creó en 1966, pero la sección de baloncesto no surgió hasta 1995. Jugó en diferentes categorías inferiores hasta que en 2007 ascendieron a la Primera División Turca. En su primera temporada en la élite lograron acceder a los play-offs, siendo eliminados por el Fenerbahçe en primera ronda, situación que se repetiría en la temporada siguiente.
En la temporada 2009-10 acabaron en la undécima posición, sin opciones de meterse en la fase final, en la temporada 2010-2011 acabaron en octava posición metiéndose en la fase final por el título, en la temporada 2011-2012 acabaron en decimotercera posición y finalmente en la temporada 2012-2013 quedaron últimos en decimosexta posición.

## Historial en la Liga Turca
- 1999-2000 – 4.º (D2)
- 2000-2001 – 9.º (D2)
- 2001-2002 –    (D3)
- 2004-2005 – 8.º (2C)
- 2005-2006 – 1.º (D3)
- 2006-2007 - 2.º (D2)
- 2007-2008 - 6.º
- 2008-2009 – 6.º
- 2009-2010 – 11.º
- 2010-2011 – 8.º
- 2011-2012 – 13.º
- 2012-2013 – 16.º

## Palmarés
- TB2L
  - Campeón (1): 2007

## Jugadores Célebres
- Barış Hersek
- Bora Paçun
- Can Akın
- Ersin Görkem
- Melih Mahmutoğlu
- Muratcan Güler
- Nedim Yücel
- Rasim Başak
- Patrick Femerling
- Kristaps Valters
- Marcus Douthit
- Stevan Jelovac
- Aaron Jackson
- Corey Fisher
- Darryl Thompson
- Frank Elegar
- Jamon Gordon
- Marcus Douthit
- Michael Green
- Patrick Christopher
- Ralph Mims
- Ricardo Marsh
- Cartier Martin
- Scott Reynolds
- Jermareo Davidson
- Jordan Theodore